# 夏襄宗
夏襄宗李安全（1170年—1211年9月13日），西夏皇帝。

## 生平
夏崇宗孫，其父乃夏仁宗弟越王李仁友，1196年，仁友逝，安全上書要求襲越王爵位，桓宗不許，安全被降封為鎮夷郡王，他極為不滿，於是萌生了篡奪皇位之心。1206年3月1日與桓宗母羅氏合謀，廢桓宗自立，改元應天。在位時昏庸無能，破壞金國與西夏長期的友好關係，發兵侵金，為後來一場場令夏金耗盡精兵的戰役掀起序幕，改附不斷強大起來的蒙古帝国，但這一切都沒有為西夏帶來利益和跟蒙古之友好，蒙古也以西夏作為侵略目標，西夏不斷積弱。1211年8月12日，宗室齊王李遵頊發動政變，被廢，並於一個月後不明不白地死去，去世于1211年9月13日，終年四十二。諡敬穆皇帝，廟號襄宗。

## 家庭

### 子女

#### 女
1. 察合公主